# ایسترن بنک
ایسترن بنک (بنگالی: ইস্টার্ণ ব্যাংক লিমিটেড) شرکت خدمات مالی و بانکداری بنگلادشی است، که در سال ۱۹۹۲ تأسیس شد.